# Росалес-и-Рас, Хулио
Хулио Росалес-и-Рас (исп. Julio Rosales y Ras; 18 сентября 1906, Калбайог, Филиппины — 2 июня 1983, Себу, Филиппины) — филиппинский кардинал. Епископ Тагбиларана с 29 июня 1946 по 17 декабря 1949. Архиепископ Себу с 17 декабря 1949 по 24 августа 1982. Кардинал-священник с титулом церкви Сакро-Куоре-ди-Джезу-агонидзанте-а-Витиния с 28 апреля 1969. 
С 1961 года по 1966 год был председателем Конференции католических епископов Филиппин. 